# Miercurea Nirajului
Miercurea Nirajului (en hongarès: Nyárádszereda [ˈƝaːraːt.sɛrɛdɒ]) és una ciutat del comtat de Mureș (Romania). Es troba a la terra de Székely, una regió etno-cultural a l'est de Transsilvània.
Els pobles següents són administrats per la ciutat:
- Beu / Székelybő
- Dumitreștii / Demeterfalva
- Laureni / Kisszentlőrinc
- Moșuni / Székelymoson
- Șardu Nirajului / Székelysárd
- Tâmpa / Székelytompa
- Veța / Vece

La ciutat és el lloc del jaciment de gas de Miercurea Nirajului.

## Història
La ciutat forma part de la regió de Székely Land de la província històrica de Transsilvània. El seu primer esment escrit és del 1493 com Oppidum Zereda. István Bocskay va ser elegit aquí com a príncep de Transsilvània el 1604.
Fins al 1918, la ciutat va pertànyer al comtat de Maros-Torda del Regne d'Hongria. Després de la guerra hongarès-romanesa de 1918-19 i del tractat de Trianon de 1920, va passar a formar part de Romania.

## Demografia
La comuna té una majoria hongaresa Székely. Segons el cens del 2011, té una població de 5.554 habitants, dels quals el 83,3% són hongaresos, el 10,4% romanesos i el 6,3% gitanos.